# 汶川龙蜥
汶川龙蜥（学名：Diploderma zhaoermii）一种分布于中华人民共和国四川省中部地区的蜥蜴，隶属于鬣蜥科（飞蜥科）龙蜥属。

## 发现命名
本种是中国学者于2002年描述发表，种加词取自中国两栖和爬行动物学家赵尔宓的名字，最初划归旧的攀蜥属（Japalura）。攀蜥属分类经过调整后，本种改属龙蜥属（Diploderma），其中文名因而改为“汶川龙蜥”。2020年部分中国学者建议将 Japalura 的中文名改为“龍蜥屬”，而将 Diploderma 的中文属名改名为“攀蜥屬”, 属下种中文名做相应改变，故又恢复中文名“汶川攀蜥”。然而也有学者反对这种不必要的中文名变更，建议维持物种中文名的稳定性。在中国科学院昆明动物研究所研究人员主编的《中国两栖、爬行动物分类变动汇总》中也未接收该建议，仍将 Diploderma 称为“龙蜥属”。

## 保护
本种于2023年被收录入《有重要生态、科学、社会价值的陆生野生动物名录》。